# Lindan
Lindan, γ-heksachlorocykloheksan – organiczny związek chemiczny, jeden z izomerów heksachlorocykloheksanu. Stosowany jako pestycyd, jest aktywnym składnikiem preparatów do zwalczania szkodników, głównie w leśnictwie i w uprawach roślin przemysłowych.
Substancja krystaliczna o słabym zapachu stęchlizny. Wykazuje własności owadobójcze (działa jako trucizna kontaktowa i żołądkowa). Stosowano go też do ochrony zielników przed owadami.
W medycynie wykorzystywany jako lek drugiego rzutu do stosowania zewnętrznego przeciw wszawicy i świerzbowi.